# Monistrol de Calders
Monistrol de Calders es un municipio de Cataluña, España. Perteneciente a la provincia de Barcelona, en la comarca del Moyanés. Se sitúa entre el Pla de Bages, la Sierra de San Lorenzo de Mongay y la meseta del Moyanés.
Ocupa un territorio montañoso, con abundantes riachuelos y sierras. La vegetación predominante está formada por pinares, encinares y matorrales. En el término municipal, se pueden encontrar numerosas fuentes, más de treinta, que manan en diversos lugares. La confluencia de la riera Golarda o de Marfà con la riera de San Juan, que previamente ha recibido la riera de l'Om, al norte del pueblo, forma el río Calders.
Los efectos de la erosión con el paso de los años ha creado un paisaje único, con los denominados "codros" (evolución local de la palabra catalana "còdol") que son grandes piedras que han adquirido formas singulares y atractivas. Son de destacar el Codro Barret, el Codro Bolet, el Codro Bressol o el Codro Llampat, entre otros.
Dentro del término municipal se encuentra también el dolmen del Pla de Trullars, restaurado a principios del año 2005. Desde este lugar es posible disfrutar de unas vistas espectaculares.
También se ha podido encontrar restos de arquitectura románica, sepulturas ibéricas, numerosas casas con lindes fechadas a finales del siglo XVII y comienzos del XIX, dos antiguas fábricas de aguardiente, y más de 600 barracas de viña.
Nada más entrar en el pueblo nos encontramos con la iglesia de Sant Feliu, destaca su campanario barroco y la parte exterior del ábside románico. La planta actual es del siglo XVIII.

## Símbolos

### Escudo
El escudo de Monistrol de Calders se define por el siguiente blasón: Escudo embaldosado: de oro, un monte de sinople moviente de la punta asomado de un sol saliente de gules y cargado de una faja ondonada de argén. Por timbre una corona mural de pueblo.
Fue aprobado el 19 de septiembre de 1996. La faja ondonada representa la riera de Calders, y el monte es un señal parlante alusivo a una parte del nombre del pueblo. Monistrol perteneció a Calders hasta 1934, año en que obtuvo la autonomía municipal, y el sol simboliza «el alba en la libertad del municipio».

### Bandera
La bandera de Monistrol de Calders es una bandera apaisada de proporciones 2 de alto por 3 de largo. La mitad superior amarilla y la mitad inferior roja y verde con una franja ondulada de tres crestas blanca de un grosor 1/12 de la altura del paño, entre las partes roja y verde.
Fue aprobada el 27 de octubre de 1998.

## Demografía
Monistrol de Calders cuenta con una población de 761 habitantes (INE 2024).
| Gráfica de evolución demográfica de Monistrol de Calders entre 1940 y 2021 |
| |
| Población de derecho según los censos de población del INE. Población de hecho según los censos de población del INE.Entre el censo de 1940 y el anterior, aparece este municipio porque se segrega del municipio Calders. |